# Idário Sanches Peinado
Idário Sanchez Peiñado (São Paulo, 9 de Maio de 1927 — Santos, 18 de Setembro de 2009) foi um futebolista brasileiro que atuou como lateral-direito. Ídolo do Sport Club Corinthians Paulista.

## Biografia
Paulistano, o ex-jogador de futebol, Idário Sanchez Peiñado, era o caçula de uma família de imigrantes espanhóis, e foi criado no tradicional bairro do Cambuci.

## Carreira
Revelado nas categorias de base do Corinthians, Idário, subiu para o time principal em 1949. Era visto pelas torcidas adversárias como um "carniceiro", porém, pela Fiel era visto como um guerreiro. Ganhou o apelido de Sangue Azul, ou apenas "Sangre". 
Como um gladiador alvinegro, Idário, quando estava contundido, escondia dores e feridas do departamento médico, para poder ser escalado. Nas renovações de contrato, Idário, demonstrava novamente seu amor ao Corinthians, não discutia os valores oferecidos e assinava os papéis sem ler uma linha sequer. Quando os próprios companheiros de clube o criticavam por essa atitude, ele apenas respondia que não jogava no Corinthians somente pelo dinheiro que recebia.
Lateral-direito, teve inúmeros embates contra grandes craques da ponta-esquerda, como Canhoteiro (ídolo do rival São Paulo FC) onde teoricamente levaria desvantagem, contudo, se superava com raça e força, ajudado pelos gritos da torcida como: "Pega ele, Idário". 
Idário também foi titular em um dos títulos mais importantes da história corintiana, o Campeonato Paulista do IV Centenário, contra o rival, Palmeiras. Pelo Corinthians ganhou, além do Paulista de 1954, que valeu como campeão do IV Centenário, também ganhou os Paulistas de 1951 e 1952, além dos Torneios Rio-São Paulo de 1950,1953 e 1954. Jogou 475 jogos com a camisa corintiana e marcou 6 gols, no período de 1949 a 1959. Encerrou a carreira no Nacional Atlético Clube de São Paulo.

## Morte
Morreu em 18 de setembro de 2009 aos 82 anos. O ex-atleta lutava contra problemas respiratórios.

## Títulos

### Corinthians
- Campeonato Paulista de Futebol: 1951, 1952, 1954

- Torneios Rio-São Paulo : 1950,1953 e 1954

- Pequena Taça do Mundo: 1953